# Élections en Angola
Les élections en Angola se déroulent dans le cadre d'une démocratie à plusieurs partis politiques et d'un régime présidentiel. Les membres de l'Assemblée nationale sont directement élus par les électeurs selon un mode de scrutin mixte, tandis que le leader du plus grand parti ou de la plus grande coalition de l'Assemblée nationale devient automatiquement président de la République.

## Historique
Bien que l'Angola ait envoyé des représentants au parlement portugais au début du XIXe siècle, ce n'est que dans les années 1920 que les autorités portugaises ont consenti à la création d'un corps législatif sur le territoire angolais. En 1922, un Conseil législatif est établi, élu par les colons portugais (en). Cependant, ce Conseil est supprimé à la suite du Coup d'État du 28 mai 1926 au Portugal.
En 1955, un nouveau Conseil législatif est créé, bien que seuls ceux officiellement définis comme « civilisés » aient le droit de voter. Le droit de vote est alors limité aux colons européens, à la plupart des mulâtres et à un petit nombre d'Africains européanisés (les Assimilados). En mai 1972, le parlement portugais adopte la Loi organique sur les territoires d'outre-mer qui prévoit une plus grande autonomie pour les territoires d'outre-mer. Cette loi a pour conséquence de créer une Assemblée législative de 53 membres pour l'Angola, dont 32 seraient élus et le reste nommé par les services publics, les groupes religieux et les groupes d'affaires. Des élections ont lieu en mars 1973 (en) mais en raison de restrictions, seulement 584 000 personnes se sont inscrites pour voter sur une population totale de 5 673 046 individus. Environ 86 % des personnes enregistrées ont voté et les membres élus comprenaient 29 Européens pour 24 Africains.
Après l'indépendance en 1975, le déclenchement de la guerre civile angolaise a retardé les premières élections post-indépendance du pays jusqu'en 1980. À ce moment-là, le Mouvement populaire de libération de l'Angola (MPLA) créé un État à parti unique. Il organise des élections indirectes en 1980 (en) au cours desquelles les électeurs élisent des candidats soigneusement sélectionnés qui à leur tour élisent les membres de l'Assemblée nationale. Les élections suivantes devaient avoir lieu en 1983 mais elles ont été retardées jusqu'en 1986 (en) en raison de la guerre.
Les accords de Bicesse mettent fin à la guerre civile en 1991 et ont pour conséquence l'introduction d'une démocratie à plusieurs partis politiques. Des élections législatives ont eu lieu en 1992 (en), le président étant élu par les citoyens pour la première fois. Le MPLA remporte 129 des 220 sièges de l'Assemblée nationale tandis que l'Union nationale pour l'indépendance totale de l'Angola (UNITA) devient la principale force d'opposition avec 70 sièges. José Eduardo dos Santos du MPLA et Jonas Savimbi de l'UNITA reçoivent le plus de voix au premier tour des élections mais Savimbi affirme que les élections sont truquées, bien que les observateurs des Nations unies affirment qu'elles ont été libres et équitables. Savimbi refuse de participer au second tour l'opposant au candidat du MPLA et relance la guerre civile.
La guerre civile prend fin en 2002, après la mort de Savimbi. Cependant, la tenue d'élections est retardée jusqu'en 2008. Le MPLA reçoit alors plus de 80 % des voix, remportant 191 des 220 sièges à l'Assemblée nationale. Des élections présidentielles étaient prévues pour 2009 mais une nouvelle constitution promulguée en 2010 a mis au rebut les élections directes à la présidence, le chef du plus grand parti de l'Assemblée nationale devenant automatiquement président. Les élections de 2012 voient une nouvelle victoire écrasante du MPLA, bien que sa part de voix ait été réduite à 72% et qu'il ait perdu 16 sièges.

## Système actuel
Est électeur chaque citoyen angolais d'au moins 18 ans. Un individu peut perdre son droit de vote s'il a une double nationalité, une condamnation pour un crime ou encore s'il est déclaré aliéné. Les candidats doivent être âgés d'au moins 35 ans et avoir la nationalité angolaise. Certaines personnes ne sont pas éligibles, notamment les représentants de la justice, les membres des forces armées ou encore les présidents des conseils d'administration d'entreprises publiques. 

### Présidence de la République
La constitution de 1992 prévoyait l'élection directe du président. Cependant, ce système est aboli par la constitution de 2010. L'article 109 de celle-ci stipule que « le chef de la liste nationale du parti politique ou de la coalition de partis politiques qui reçoit le plus de voix aux élections législatives est élu président de la République et chef de l'exécutif ».

### Assemblée nationale
Le système électoral de l'Assemblée nationale est basé sur la loi électorale du 1er novembre 1991. Les 220 membres sont élus de deux façons différentes, selon un mode de scrutin mixte. 90 sont élus dans 18 circonscriptions électorales de cinq sièges chacune et 130 sont élus dans une seule circonscription nationale. Les deux types de circonscriptions utilisent un système proportionnel plurinomal à liste bloquée : la  méthode D'Hondt dans les circonscriptions provinciales et la méthode d'Hamilton (en) dans la circonscription nationale.